# سیمرغ بلورین بهترین فیلم‌نامه جشنواره فیلم فجر
سیمرغ بلورین بهترین فیلم‌نامه جایزه‌ای است که هرساله در جشنوارهٔ فیلم فجر به بهترین فیلم‌نامه اهدا می‌شود. کامبوزیا پرتوی با چهار بار دریافت این جایزه، در این زمینه رکورددار است.

## فهرست
| دوره | سال  | بهترین فیلمنامه‌نویس                                      | فیلم                       |
| ---- | ---- | -------------------------------------------------------- | -------------------------- |
| ۱    | ۱۳۶۱ | برنده نداشت                                              | -                          |
| ۲    | ۱۳۶۲ | علیرضا داوودنژاد، ابراهیم مکی                            | جایزه                      |
| ۳    | ۱۳۶۳ | برنده نداشت                                              | -                          |
| ۴    | ۱۳۶۴ | مجید قاری‌زاده                                            | پدربزرگ                    |
| ۵    | ۱۳۶۵ | مسعود جعفری جوزانی                                       | شیر سنگی                   |
| ۶    | ۱۳۶۶ | برنده نداشت                                              | -                          |
| ۷    | ۱۳۶۷ | محسن مخملباف                                             | بایسیکل ران                |
| ۸    | ۱۳۶۸ | داریوش مهرجویی                                           | هامون                      |
| ۹    | ۱۳۶۹ | یدالله صمدی                                              | آپارتمان شماره ۱۳          |
| ۱۰   | ۱۳۷۰ | اصغر عبداللهی، حسن قلی‌زاده                               | خانه خلوت                  |
| ۱۱   | ۱۳۷۱ | داریوش مهرجویی                                           | سارا                       |
| ۱۲   | ۱۳۷۲ | هوشنگ مرادی کرمانی، محمدعلی طالبی                        | تیک تاک                    |
| ۱۳   | ۱۳۷۳ | رخشان بنی‌اعتماد                                          | روسری آبی                  |
| ۱۴   | ۱۳۷۴ | رضا مقصودی، کمال تبریزی                                  | لیلی با من است             |
| ۱۵   | ۱۳۷۵ | مجید مجیدی                                               | بچه‌های آسمان               |
| ۱۶   | ۱۳۷۶ | ابراهیم حاتمی‌کیا                                         | آژانس شیشه‌ای               |
| ۱۷   | ۱۳۷۷ | تهمینه میلانی                                            | دو زن                      |
| ۱۸   | ۱۳۷۸ | حمید فرخ‌نژاد، خسرو سینایی                                | عروس آتش                   |
| ۱۹   | ۱۳۷۹ | بهرام بیضایی                                             | سگ کشی                     |
| ۲۰   | ۱۳۸۰ | کامبوزیا پرتوی، رسول صدرعاملی                            | من ترانه ۱۵ سال دارم       |
| ۲۱   | ۱۳۸۱ | پرویز شهبازی                                             | نفس عمیق                   |
| ۲۲   | ۱۳۸۲ | پیمان قاسم‌خانی                                           | مارمولک                    |
| ۲۳   | ۱۳۸۳ | کامبوزیا پرتوی                                           | کافه ترانزیت               |
| ۲۴   | ۱۳۸۴ | مانی حقیقی                                               | کارگران مشغول کارند        |
| ۲۵   | ۱۳۸۵ | رخشان بنی‌اعتماد، فرید مصطفوی، محسن عبدالوهاب، نغمه ثمینی | خون‌بازی                    |
| ۲۶   | ۱۳۸۶ | شادمهر راستین، سید رضا میرکریمی                          | به همین سادگی              |
| ۲۷   | ۱۳۸۷ | فرید مصطفوی، ابوالحسن داودی                              | زادبوم                     |
| ۲۸   | ۱۳۸۸ | همایون شهنواز، شهرام اسدی                                | شب واقعه                   |
| ۲۹   | ۱۳۸۹ | اصغر فرهادی                                              | جدایی نادر از سیمین        |
| ۳۰   | ۱۳۹۰ | مصطفی کیایی                                              | ضد گلوله                   |
| ۳۱   | ۱۳۹۱ | بهنام بهزادی                                             | قاعده تصادف                |
| ۳۲   | ۱۳۹۲ | بهروز افخمی                                              | آذر، شهدخت، پرویز و دیگران |
| ۳۳   | ۱۳۹۳ | رؤیا محقق                                                | دوران عاشقی                |
| ۳۴   | ۱۳۹۴ | سعید روستایی[۳۴]                                         | ابد و یک روز               |
| ۳۵   | ۱۳۹۵ | کامبوزیا پرتوی[۳۵]                                       | فِراری                      |
| ۳۶   | ۱۳۹۶ | کامبوزیا پرتوی [۳۶] هومن سیدی[۳۶]                        | کامیون مغزهای کوچک زنگ‌زده  |
| ۳۷   | ۱۳۹۷ | محسن قرایی و محمد داوودی                                 | قصر شیرین                  |
| ۳۸   | ۱۳۹۸ | نیما جاویدی و مجید مجیدی                                 | خورشید                     |
| ۳۹   | ۱۳۹۹ | ارسلان امیری، آیدا پناهنده، تهمینه بهرام                 | زالاوا                     |
| ۴۰   | ۱۴۰۰ | کاظم دانشی                                               | علفزار                     |
| ۴۱   | ۱۴۰۱ | بابک خواجه‌پاشا                                           | درآغوش درخت                |
| ۴۲   | ۱۴۰۲ | برنده نداشت علی ثقفی (دیپلم افتخار)                      | پرویز خان                  |
| ۴۳   | ۱۴۰۳ | محمود کریمی و فائزه یارمحمدی                             | بچه مردم                   |